# Жедњак
Sedum acre (жедњак, јарић) је вишегодишња биљка, расте у северној Африци, великом делу Азије, у Европи, али је натурализована и у Северној Америци. Ово је зељаста биљка која расте као пузавица и прекрива подлогу. Расте на земљиштима сиромашним минералима и водом као што су песак и стеновита подлога. Међутим биљка је изразита хелиофита и не одговара јој сенка.
Стабло може бити полегло или уздигнуто од земље. Дужина стабла се креће од 5–15 cm.
Листови су прости, овалног облика, глатких ивица и сукулентни. Сужавају се од базе према врху, дугачки су до 4 mm и густо постављени на изданцима који не цветају.
Цветови су жуте боје, а биљка цвета на пролеће. Крунични листићи су постављени готово хоризонтално и дугачки су од 6–9 mm. Цветови расту у виду сложене рацемозне цвасти.
Плод је чахура и дугачак је до 5 mm са све плодном дршком. Семе је глатко.
Sedum acre се користи и у баштованству, као украсна биљка. Брзо се шири када јој се дозволи, али се веома лако уклања зато што има плитак коренов систем. Као украсна биљка често се сади у висећим саксијама.
Користи се као лековита биљка, али је и токсична.